# Handball Esch
 (avril 2013).
Si vous disposez d'ouvrages ou d'articles de référence ou si vous connaissez des sites web de qualité traitant du thème abordé ici, merci de compléter l'article en donnant les références utiles à sa vérifiabilité et en les liant à la section « Notes et références ».
Maillots
Le Handball Esch est un club de handball luxembourgeois, localisé dans la ville de Esch-sur-Alzette.
Le club est issu de la fusion en 2001 du HB Eschois Fola et du HC La Fraternelle Esch.

## Palmarès
Compétitions nationales
- Championnat du Luxembourg (34) : 
  - Championnats remportés par le Handball Esch (12) : 2002, 2003, 2004, 2007, 2010, 2013, 2017, 2019, 2020, 2021, 2022, 2023
  - Championnats remportés par le HB Eschois Fola (20) : 1937, 1938, 1940, 1944, 1946, 1950, 1952, 1953, 1954, 1960, 1961, 1963, 1974, 1975, 1978, 1979, 1983, 1987, 1988, 1989
  - Championnats remportés par le HC La Fraternelle Esch (2) : 1948, 1996
- Coupe du Luxembourg (9) : 2002, 2006, 2011, 2012, 2014, 2017, 2019, 2020, 2024

Compétitions internationales
- Finaliste de la Coupe d'Europe Challenge (C4) en 2013

Distinctions
- Meilleure équipe luxembourgeoise de l'année (2) : 2010 et 2013[1]